# Premi Oscar 1942
La 14ª edizione della cerimonia di premiazione dei Premi Oscar si è tenuta il 26 febbraio 1942 al Biltmore Bowl del Biltmore Hotel di Los Angeles, condotta dal politico Wendell Willkie e dal comico Bob Hope.

## Vincitori e candidati
Vengono di seguito indicati in grassetto i vincitori. Dove ricorrente e disponibile, viene indicato il titolo in lingua italiana e quello in lingua originale tra parentesi.

### Miglior film
- Com'era verde la mia valle (How Green Was My Valley), regia di John Ford
- Fiori nella polvere (Blossoms in the Dust), regia di Mervyn LeRoy
- Quarto potere (Citizen Kane), regia di Orson Welles
- L'inafferrabile signor Jordan (Here Comes Mr. Jordan), regia di Alexander Hall
- La porta d'oro (Hold Back the Dawn), regia di Mitchell Leisen
- Piccole volpi (The Little Foxes), regia di William Wyler
- Il mistero del falco (The Maltese Falcon), regia di John Huston
- Un piede in paradiso (One Foot in Heaven), regia di Irving Rapper
- Il sergente York (Sergeant York), regia di Howard Hawks
- Il sospetto (Suspicion), regia di Alfred Hitchcock

### Miglior regia
- John Ford - Com'era verde la mia valle (How Green Was My Valley)
- Alexander Hall - L'inafferrabile signor Jordan (Here Comes Mr. Jordan)
- Orson Welles - Quarto potere (Citizen Kane)
- William Wyler - Piccole volpi (The Little Foxes)
- Howard Hawks - Il sergente York (Sergeant York)

### Miglior attore protagonista
- Gary Cooper - Il sergente York (Sergeant York)
- Cary Grant - Ho sognato un angelo (Penny Serenade)
- Walter Huston - L'oro del demonio (All That Money Can Buy)
- Robert Montgomery - L'inafferrabile signor Jordan (Here Comes Mr. Jordan)
- Orson Welles - Quarto potere (Citizen Kane)

### Migliore attrice protagonista
- Joan Fontaine - Il sospetto (Suspicion)
- Bette Davis - Piccole volpi (The Little Foxes)
- Olivia de Havilland - La porta d'oro (Hold Back the Dawn)
- Greer Garson - Fiori nella polvere (Blossoms in the Dust)
- Barbara Stanwyck - Colpo di fulmine (Ball of Fire)

### Miglior attore non protagonista
- Donald Crisp - Com'era verde la mia valle (How Green Was My Valley)
- Walter Brennan - Il sergente York (Sergeant York)
- Charles Coburn - Il diavolo si converte (The Devil and Miss Jones)
- James Gleason - L'inafferrabile signor Jordan (Here Comes Mr. Jordan)
- Sydney Greenstreet - Il mistero del falco (The Maltese Falcon)

### Migliore attrice non protagonista
- Mary Astor - La grande menzogna (The Great Lie)
- Sara Allgood - Com'era verde la mia valle (How Green Was My Valley)
- Patricia Collinge - Piccole volpi (The Little Foxes)
- Teresa Wright - Piccole volpi (The Little Foxes)
- Margaret Wycherly - Il sergente York (Sergeant York)

### Miglior sceneggiatura
- Sidney Buchman e Seton I. Miller - L'inafferrabile signor Jordan (Here Comes Mr. Jordan)
- Charles Brackett e Billy Wilder - La porta d'oro (Hold Back the Dawn)
- Philip Dunne - Com'era verde la mia valle (How Green Was My Valley)
- Lillian Hellman - Piccole volpi (The Little Foxes)
- John Huston - Il mistero del falco (The Maltese Falcon)

### Miglior sceneggiatura originale
- Herman J. Mankiewicz e Orson Welles - Quarto potere (Citizen Kane)
- Norman Krasna - Il diavolo si converte (The Devil and Miss Jones)
- Abem Finkel, Harry Chandlee, Howard Koch e John Huston - Il sergente York (Sergeant York)
- Karl Tunberg e Darrell Ware - Tall, Dark and Handsome
- Paul Jarrico - Tom, Dick e Harry

### Miglior soggetto
- Harry Segall - L'inafferrabile signor Jordan (Here Comes Mr. Jordan)
- Billy Wilder e Thomas Monroe - Colpo di fulmine (Ball of Fire)
- Monckton Hoffe - Lady Eva (The Lady Eve)
- Richard Connell e Robert Presnell - Arriva John Doe (Meet John Doe)
- Gordon Wellesley - Night Train to Munich

### Miglior fotografia
- Bianco e nero

- Arthur C. Miller - Com'era verde la mia valle (How Green Was My Valley)
- Karl Freund - Soldato di cioccolata (The Chocolate Soldier)
- Gregg Toland - Quarto potere (Citizen Kane)
- Joseph Ruttenberg - Il dottor Jekyll e Mr. Hyde (Dr. Jekyll and Mr. Hyde)
- Joseph Walker - L'inafferrabile signor Jordan (Here Comes Mr. Jordan)
- Leo Tover - La porta d'oro (Hold Back the Dawn)
- Sol Polito - Il sergente York (Sergeant York)
- Edward Cronjager - Serenata a Vallechiara (Sun Valley Serenade)
- Charles Lang - Inferno nel deserto (Sundown)
- Rudolph Maté - Lady Hamilton (That Hamilton Woman)

- Colore

- Ernest Palmer e Ray Rennahan - Sangue e arena (Blood and Sand)
- Wilfred M. Cline, Karl Struss e William Snyder - Aloma dei mari del sud (Aloma of the South Seas)
- William V. Skall e Leonard Smith - Terra selvaggia (Billy the Kid)
- Bert Glennon - Bombardieri in picchiata (Dive Bomber)
- Karl Freund e W. Howard Greene - Fiori nella polvere (Blossoms in the Dust)
- Harry Hallenberger e Ray Rennahan - Il Re della Louisiana (Louisiana Purchase)

### Miglior scenografia
- Bianco e nero

- Richard Day, Nathan Juran e Thomas Little - Com'era verde la mia valle (How Green Was My Valley)
- Perry Ferguson, Van Nest Polglase, Al Fields e Darrell Silvera - Quarto potere (Citizen Kane)
- Martin Obzina, Jack Otterson e Russell A. Gausman - L'ammaliatrice (The Flame of New Orleans)
- Hans Dreier, Robert Usher e Sam Comer - La porta d'oro (Hold Back the Dawn)
- Lionel Banks e George Montgomery - Tenebre (Ladies in Retirement)
- Stephen Goosson e Howard Bristol - Piccole volpi (The Little Foxes)
- John Hughes e Fred MacLean - Il sergente York (Sergeant York)
- John DuCasse Schulze e Edward G. Boyle - Il figlio di Montecristo (The Son of Monte Cristo)
- Alexander Golitzen e Richard Irvine - Inferno nel deserto (Sundown)
- Vincent Korda e Julia Heron - Lady Hamilton (That Hamilton Woman)
- Cedric Gibbons, Randall Duell e Edwin B. Willis - Quando le signore si incontrano (When Ladies Meet)

- Colore

- Cedric Gibbons, Urie McCleary e Edwin B. Willis - Fiori nella polvere (Blossoms in the Dust)
- Richard Day, Joseph C. Wright e Thomas Little - Sangue e arena (Blood and Sand)
- Raoul Pene du Bois e Stephen A. Seymour - Il Re della Louisiana (Louisiana Purchase)

### Migliori effetti speciali
- Farciot Edouart, Gordon Jennings e Louis Mesenkop - I cavalieri del cielo (I Wanted Wings)
- Farciot Edouart, Gordon Jennings e Louis Mesenkop - Aloma dei mari del sud (Aloma of the South Seas)
- A. Arnold Gillespie e Douglas Shearer - Ritorna se mi ami (Flight Command)
- John Fulton e John Hall - La donna invisibile (The Invisible Woman)
- Byron Haskin e Nathan Levinson - Il lupo dei mari (The Sea Wolf)
- Lawrence W. Butler e William H. Wilmarth - Lady Hamilton (That Hamilton Woman)
- Roy Seawright e Elmer Raguse - Una bionda in paradiso (Topper Returns)
- Fred Sersen e Edmund H. Hansen - Il mio avventuriero (A Yank in the R.A.F.)

### Miglior montaggio
- William Holmes - Il sergente York (Sergeant York)
- Robert Wise - Quarto potere (Citizen Kane)
- Harold F. Kress - Il dottor Jekyll e Mr. Hyde (Dr. Jekyll and Mr. Hyde)
- James B. Clark - Com'era verde la mia valle (How Green Was My Valley)
- Daniel Mandell - Piccole volpi (The Little Foxes)

### Miglior sonoro
- Jack Whitney e General Service Sound Department - Lady Hamilton (That Hamilton Woman)
- Bernard B. Brown e Universal Studio Sound Department - Appointment for Love
- Thomas T. Moulton e Samuel Goldwyn Studio Sound Department - Colpo di fulmine (Ball of Fire)
- Charles Lootens e Republic Studio Sound Department - The Devil Pays Off
- Nathan Levinson e Warner Bros. Studio Sound Department - Il sergente York (Sergeant York)
- John P. Livadary e Columbia Studio Sound Department - Uomini nella sua vita (The Men in Her Life)
- Elmer Raguse e Hal Roach Studio Sound Department - Bionda in Paradiso (Topper Returns)
- Douglas Shearer e Metro-Goldwyn-Mayer Studio Sound Department - Soldato di cioccolata (The Chocolate Soldier)
- Edmund H. Hansen e 20th Century-Fox Studio Sound Department - Com'era verde la mia valle (How Green Was My Valley)
- Loren L. Ryder e Paramount Studio Sound Department - Skylark
- John Aalberg e RKO Radio Studio Sound Department - Quarto potere (Citizen Kane)

### Migliore colonna sonora
- Film musicale

- Frank Churchill e Oliver Wallace - Dumbo - L'elefante volante
- Edward Ward - All-American Co-Ed
- Robert Emmett Dolan - Birth of the Blues
- Charles Previn - Gianni e Pinotto reclute (Buck Privates)
- Herbert Stothart e Bronislau Kaper - Soldato di cioccolata (The Chocolate Soldier)
- Cy Feuer - Ice-Capades
- Heinz Roemheld - Bionda fragola (The Strawberry Blonde)
- Emil Newman - Serenata a Vallechiara (Sun Valley Serenade)
- Anthony Collins - Sunny
- Morris Stoloff - L'inarrivabile felicità (You'll Never Get Rich)

- Film drammatico o commedia

- Bernard Herrmann - L'oro del demonio (All That Money Can Buy)
- Frank Skinner - Gli amanti (Back Street)
- Alfred Newman - Colpo di fulmine (Ball of Fire)
- Edward Ward - Tutta una vita (Cheers for Miss Bishop)
- Bernard Herrmann - Quarto potere (Citizen Kane)
- Franz Waxman - Il dottor Jekyll e Mr. Hyde (Dr. Jekyll and Mr. Hyde)
- Victor Young - La porta d'oro (Hold Back the Dawn)
- Alfred Newman - Com'era verde la mia valle (How Green Was My Valley)
- Edward Kay - King of the Zombies
- Meredith Willson - Piccole volpi (The Little Foxes)
- Miklós Rózsa - Lydia
- Cy Feuer e Walter Scharf - Mercy Island
- Max Steiner - Il sergente York (Sergeant York)
- Louis Gruenberg - Così finisce la nostra notte (So Ends Our Night)
- Miklós Rózsa - Inferno nel deserto (Sundown)
- Ernst Toch e Morris Stoloff - Tenebre (Ladies in Retirement)
- Franz Waxman - Il sospetto (Suspicion)
- Edward Ward - Tanks a Million
- Werner Heymann - Quell'incerto sentimento (That Uncertain Feeling)
- Richard Hageman - This Woman Is Mine

### Miglior canzone
- The Last Time I Saw Paris, musica di Jerome Kern, testo di Oscar Hammerstein - Lady Be Good
- Baby Mine, musica di Frank Churchill, testo di Ned Washington - Dumbo
- Be Honest with Me, musica e testo di Gene Autry e Fred Rose - Ridin' on a Rainbow
- Blues in the Night, musica di Harold Arlen, testo di Johnny Mercer - Blues in the Night
- Boogie Woogie Bugle Boy of Company B, musica di Hugh Prince, testo di Don Raye - Gianni e Pinotto reclute (Buck Privates)
- Chattanooga Choo Choo, musica di Harry Warren, testo di Mack Gordon - Serenata a Vallechiara (Sun Valley Serenade)
- Dolores, musica di Lou Alter, testo di Frank Loesser - Las Vegas Nights
- Out of the Silence, musica e testo di Lloyd B. Norlind - All-American Co-Ed
- Since I Kissed My Baby Goodbye, musica e testo di Cole Porter - L'inarrivabile felicità (You'll Never Get Rich)

### Miglior cortometraggio documentario
- Churchill's Island, regia di Stuart Legg
- Adventure in the Bronx
- Bomber, regia di Carl Sandburg
- Christmas under Fire, regia di Charles Hasse e Harry Watt
- Letter from Home, regia di Carol Reed
- Life of a Thoroughbred, regia di Tom Cummiskey
- Norway in Revolt
- A Place to Live
- Russian Soil
- Soldiers of the Sky, regia di Earl Allvine
- War Clouds in the Pacific, regia di Stuart Legg

### Miglior cortometraggio
- Of Pups and Puzzles, regia di George Sidney
- Army Champions, regia di Paul Vogel
- Beauty and the Beach, regia di Leslie M. Roush
- Down on the Farm, regia di Tex Avery e Lou Lilly
- Forty Boys and a Song, regia di Irving Allen
- Kings of the Turf, regia di Del Frazier
- Sagebrush and Silver, regia di Frank Hurley

### Miglior cortometraggio a 2 bobine
- Main Street on the March!, regia di Edward L. Cahn
- Alive in the Deep
- Forbidden Passage, regia di Fred Zinnemann
- The Gay Parisian, regia di Jean Negulesco
- The Tanks Are Coming, regia di B. Reeves Eason

### Miglior cortometraggio d'animazione
- Qua la zampa (Lend a Paw), regia di Clyde Geronimi
- Boogie Woogie Bugle Boy of Company B, regia di Walter Lantz
- Ciavatta e Rosicchio (Hiawatha's Rabbit Hunt), regia di Friz Freleng
- How War Came, regia di Paul Fennell
- La vigilia di Natale (The Night Before Christmas), regia di William Hanna e Joseph Barbera
- Rapsodia newyorkese (Rhapsody in Rivets]), regia di Friz Freleng
- Rhythm in the Ranks, regia di George Pal
- The Rookie Bear, regia di Rudolf Ising
- Superman, regia di Dave Fleischer
- Paperino acchiappasomari (Truant Officer Donald), regia di Jack King

## Premi speciali

### Oscar onorario
- Walt Disney, William Garity, John N. A. Hawkins e alla RCA Manufacturing Company per il loro straordinario contributo al progresso dell'uso del sonoro nel cinema attraverso la produzione di Fantasia.
- Rey Scott per la straordinaria impresa nella produzione di Kukan, pellicola che registra la lotta della Cina, inclusa la sua fotografia con una cinepresa da 16mm, nelle più difficili e pericolose condizioni.
- British Ministry of Information per la sua vivida e drammatica presentazione dell'eroismo della R.A.F. nel documentario Target for Tonight.
- Leopold Stokowski per i suoi sorprendenti risultati nella creazione di una nuova forma di visualizzazione della musica nella produzione della Walt Disney Fantasia, ampliando in tal modo le possibilità del cinema come intrattenimento e forma d'arte.

### Premio alla memoria Irving G. Thalberg
- Walt Disney